# Materiały drewnopochodne

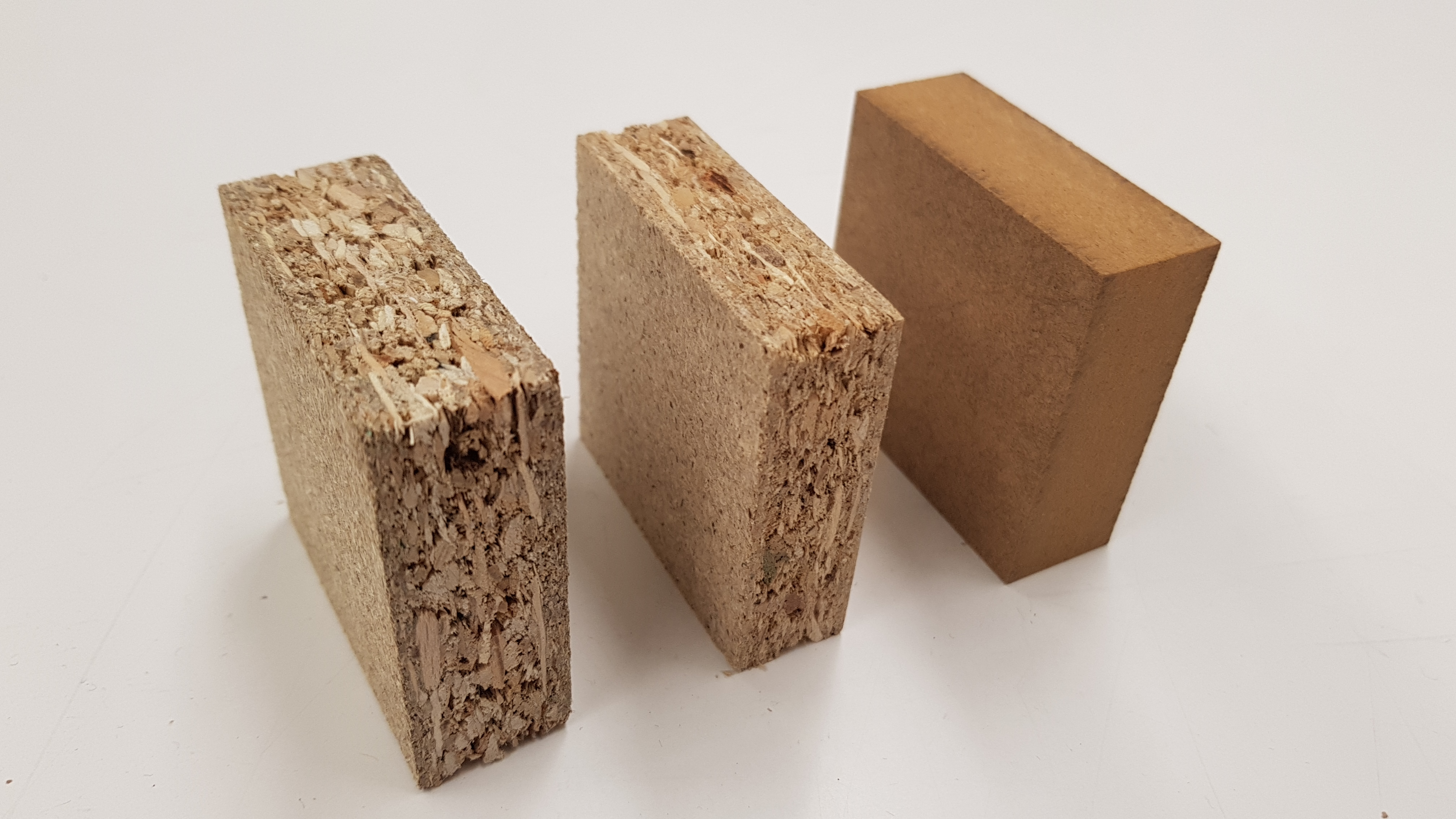
Materiały drewnopochodne

Materiały drewnopochodne – materiały, do których produkcji używa się odpadów, powstałych podczas uzyskiwania tarcicy (trociny, wióry, gałęzie drzew) oraz paździerzy.
Materiały drewnopochodne: 
- sklejka - materiał drewnopochodny o bardzo szerokim zastosowaniu. Jest to płyta sklejona z nieparzystej liczby cienkich arkuszy drewna. Arkusze są tak ułożone by włókna jednej warstwy krzyżowały się z włóknami warstw sąsiednich. Dzięki temu sklejka jest odporna na wilgoć i nie zmienia pod jej wpływem ani wymiarów ani kształtu[1].
- płyty wiórowe są wykonane z wiórów drzewnych o określonych wymiarach, spajanych klejem pod ciśnieniem[2].
- płyty pilśniowe powstają ze spilśnionych, czyli splątanych ze sobą włókien drzewnych i roślinnych (np. lnu, konopi) sprasowanych pod wysokim ciśnieniem. Wyróżniane są płyty pilśniowe niskiej gęstości (LDF), średniej gęstości (MDF) oraz wysokiej gęstości (HDF)[2].

Zalety materiałów drewnopochodnych: 
- nie pękają, nie mają sęków i innych wad drewna,
- są odporne na działanie grzybów i owadów,
- płyty mają dużą powierzchnię, którą można ekonomicznie wykorzystać,
- są tańsze od drewna,
- mają dobre właściwości izolacyjne.

Wady materiałów drewnopochodnych:
- łatwopalne

Dzięki swoim zaletom materiały drewnopochodne znalazły szerokie zastosowanie w: 
- przemyśle meblarskim, wykonuje się z nich np. szafy, biurka, regały, blaty stołów,
- budownictwie, wykorzystuje się np. do obkładania (obijania) konstrukcji ścian i dachu oraz ich izolacji, a także podłóg.